# Automatisch-lastabhängige Bremse
Eine automatisch-lastabhängige Bremse ist ein Bremssystem eines Fahrzeuges, das über eine mechanische Verbindung von der Achse zum Fahrzeugaufbau/Karosserie die Bremswirkung vom Beladungsstand abhängig macht. Bei schwerer Beladung wird die Bremswirkung erhöht und bei wenig Beladung wird weniger gebremst, um die Gefahr des Blockierens der Räder zu minimieren. Den Beladungsstand ermittelt das System durch direkte Verbindung mit der Federung.
Bei der herkömmlichen Parabel-Federung wird hierzu der Abstand zwischen Fahrzeugaufbau und Achse gemessen, der bei zunehmender Beladung kleiner wird. Dazu wird ein Gestänge vom Achsträger zu einem am Fahrzeugrahmen befindlichen dreistufigen Ventil geführt.
Bei der heute sehr häufig verwendeten Luftfederung ist dieser Abstand jedoch immer gleich, da die Luftfederung den Rahmen immer auf das gleiche Niveau hebt. Je schwerer das Fahrzeug, desto größer muss der Luftdruck in den Federbälgen sein.
Über einen Luftschlauch wird der in den Federbälgen herrschende Luftdruck zu einem Ventil übertragen, das je nach Federbalgdruck den Bremsdruck stufenlos regelt.
Inzwischen gibt es auch Systeme, welche über den Schlupf der Reifen beim Anfahren den Beladungszustand erkennen und somit die Bremswirkung der Achse regulieren. Je höher die Beladung ist,  desto höher ist die Verwindung der Profilblöcke beim Anfahren. Dieser Schlupf wird über die ABS-Sensoren erkannt.  Der Beladungszustand wird über ein Kennfeld erkannt.
Eine automatisch-lastabhängige Bremse ist nicht zu verwechseln mit dem Antiblockiersystem, das ebenso das Ziel verfolgt, ein Blockieren der Räder zu verhindern, jedoch über einen anderen Ansatz.